# كولة الشعيبة (القفر)

تعديل مصدري - تعديل

كولة الشعيبة محلة تابعة لقرية بني جربان، التابعة لعزلة بني سيف السافل بمديرية القفر إحدى مديريات محافظة إب في الجمهورية اليمنية، بلغ تعداد سكانها 105 حسب تعداد اليمن لعام 2004.